# 斛兵塘
斛兵塘，位于安徽省合肥市包河区屯溪路194号合肥工业大学屯溪路校区内，又称站塘、量兵塘。传说三国时，曹操率军攻打孙权曾于此挖坑用以清点人马。废置后渐成水塘。2011年列入第四批合肥市文物保护单位。